# Осипенко, Артём Иванович
Артём Иванович Осипенко (род. 27 мая 1988, Брянск) — российский самбист, чемпион и призёр чемпионатов России, чемпион Европы и мира, чемпион Европейских игр 2015 года, обладатель Кубка мира, Заслуженный мастер спорта России (2012). Чемпионат мира 2012 года в Минске пропустил из-за травмы, хотя был в первом составе сборной.

## Биография
В третьем классе записался в секцию карате, а через год перешёл в секцию самбо. Учился в Брянском колледже физической культуры, потом в Брянском филиале Академии Лесгафта по специальности «Физическая культура и спорт». Квалификация — тренер-преподаватель и специалист в области физической культуры. С 2006 года работает в полиции, старший лейтенант.
Член сборной команды страны с 2008 года.
С 1 января 2016 года зачислен в штат Центра спортивной подготовки Брянской области.

## Семья
Младший брат Виктор также является известным самбистом.

## Спортивные результаты
- Чемпионат России по самбо 2008 — ;
- Чемпионат России по самбо 2009 — ;
- Чемпионат России по самбо 2010 — ;
- Чемпионат России по самбо 2011 — ;
- Абсолютный чемпионат России по самбо 2011 — ;
- Чемпионат России по самбо 2012 — ;
- Чемпионат России по самбо 2013 — ;
- Чемпионат России по самбо 2014 — ;
- Чемпионат России по самбо 2015 — ;
- Чемпионат России по самбо 2016 — ;
- Чемпионат России по самбо 2017 — ;
- Чемпионат России по самбо 2018 — ;
- Чемпионат России по самбо 2019 — ;
- Чемпионат России по самбо 2020 — ;
- Чемпионат России по самбо 2021 — ;
- Самбо на Всероссийской спартакиаде 2022 — ;
- Чемпионат России по самбо 2023 — ;
- Чемпионат России по самбо 2024 — ;
- Чемпионат России по самбо 2025 — ;

## Награды
- Медаль ордена «За заслуги перед Отечеством» I степени (8 ноября 2023 года) — за большие заслуги в развитии и популяризации самбо в Российской Федерации, многолетнюю добросовестную работу[4]
- Медаль ордена «За заслуги перед Отечеством» II степени (13 ноября 2018 года) — за большой вклад в развитие и популяризацию самбо[5]

В августе 2022 года Дворец единоборств в Брянске получил имя Осипенко.